# Cyrtochiloides
Cyrtochiloides là một chi thực vật có hoa trong họ Lan.